# Hans Larsson
Hans Larsson (Klagstorp, 18 febbraio 1862 – Lund, 16 febbraio 1944) è stato un filosofo e saggista svedese, professore di Filosofia teoretica all'Università di Lund, poi, dal 1927, professore emerito e, dal 1925, membro dell'Accademia Svedese.
Aveva inoltre insegnato anche alla scuola popolare di Kronoberg e alla Katedralskolan di Uppsala.
Nel 1920 è stato premiato dalla Samfundet De Nio con il Gran Premio della società.